# Familia Cantacuzino
Familia Cantacuzino este o familie boierească română, care a dat domni în Țara Românească și Moldova. Familia pretinde că descinde din împărații Cantacuzini ai Bizanțului, deși există și voci care contestă această perspectivă. Familia a fost cunoscută și sub apelativul depreciativ Șeitărești (var. Săitărești și Șăitănești, (de la șăitan, șeitan, sin. diavol).
În Țara Românească, Cantacuzinii și-au atins apogeul în a doua jumătate a secolului al XVII-lea, când domnia lui Șerban Cantacuzino a marcat victoria lor în dauna rivalilor Băleni. Toți cei cinci frați ai lui Șerban au deținut mari dregătorii, fapt fără precedent în istoria țării. Dintre ei, se remarcă marele cărturar Constantin Cantacuzino, care și-a pus amprenta asupra politicii externe a statului în timpul domniei lui Constantin Brâncoveanu. Scurta domnie a lui Ștefan Cantacuzino, curmată în anul 1716 de otomani, a fost ultima domnie pământeană înaintea instaurării domniilor fanariote în principatele române.
De-a lungul istoriei multiseculare a familiei, membrii ei au ctitorit zeci de lăcașuri de cult, printre ele Mănăstirea Sinaia, Mănăstirea Colțea și Mănăstirea Cotroceni.

## 1094 - 1453 Imperiul Bizantin

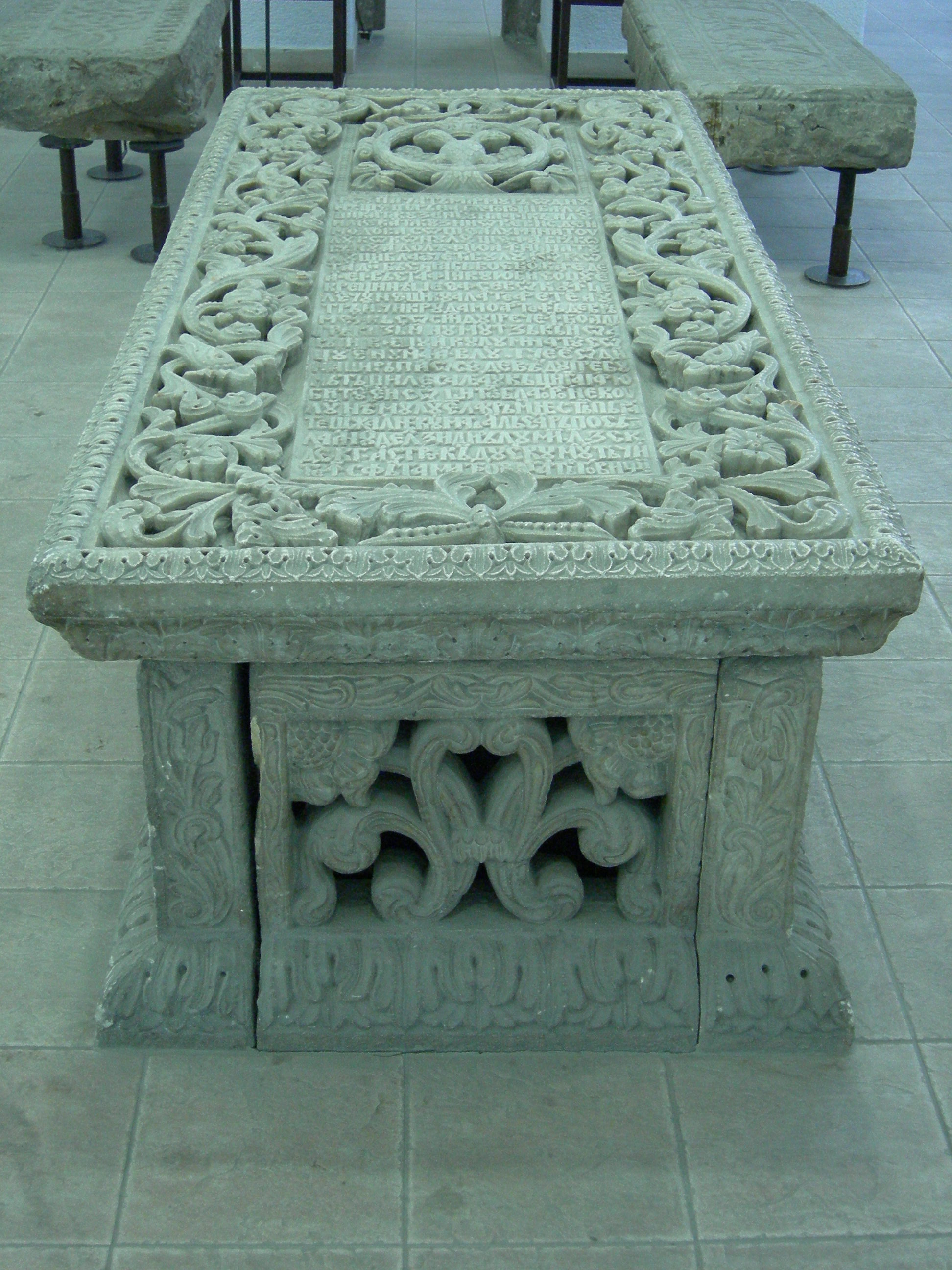
Sarcofagul prințesei Bălașa Cantacuzino, păstrat la Muzeul Național de Istorie a României

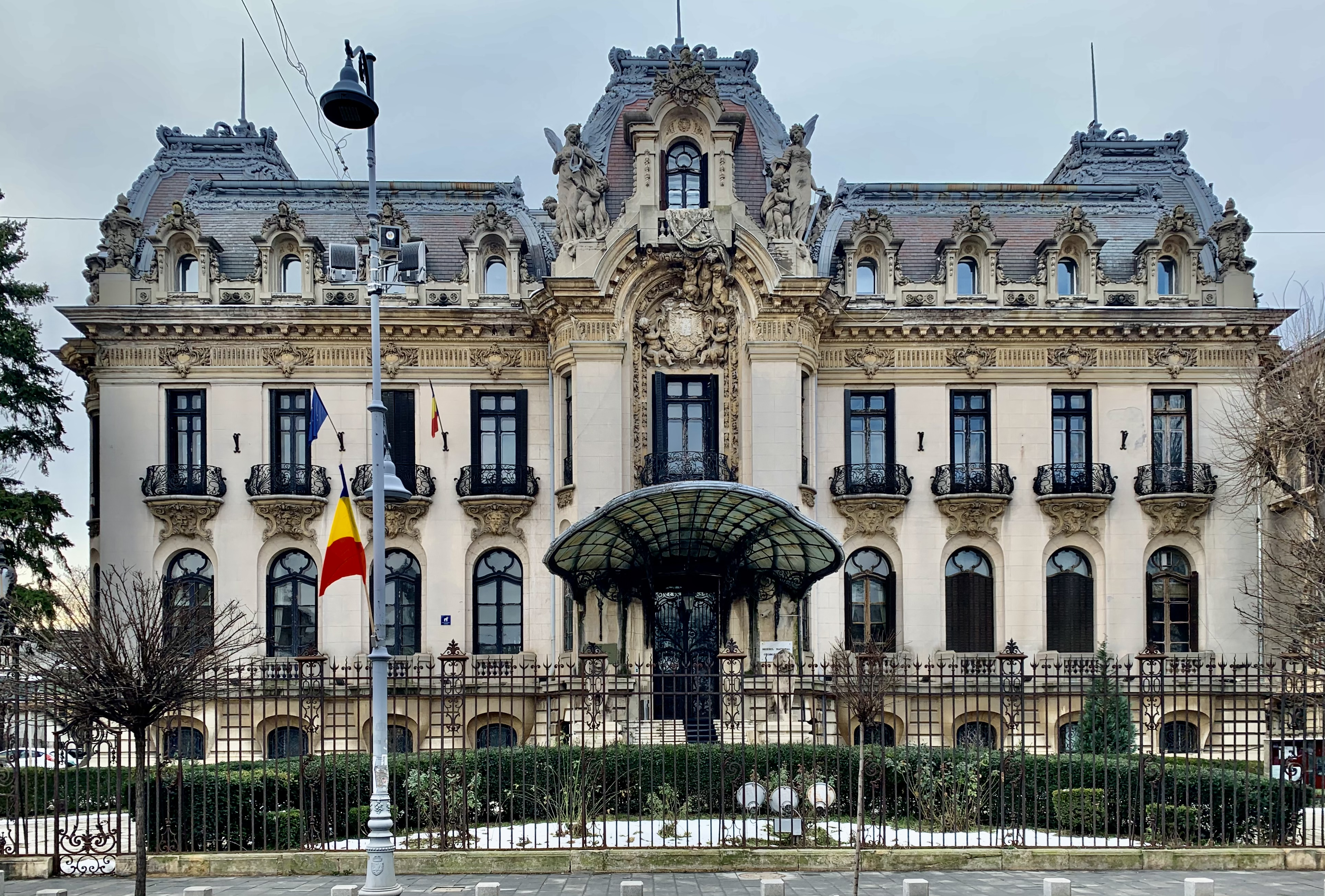
Palatul Cantacuzino de pe Calea Victoriei din București, o capodoperă a fr

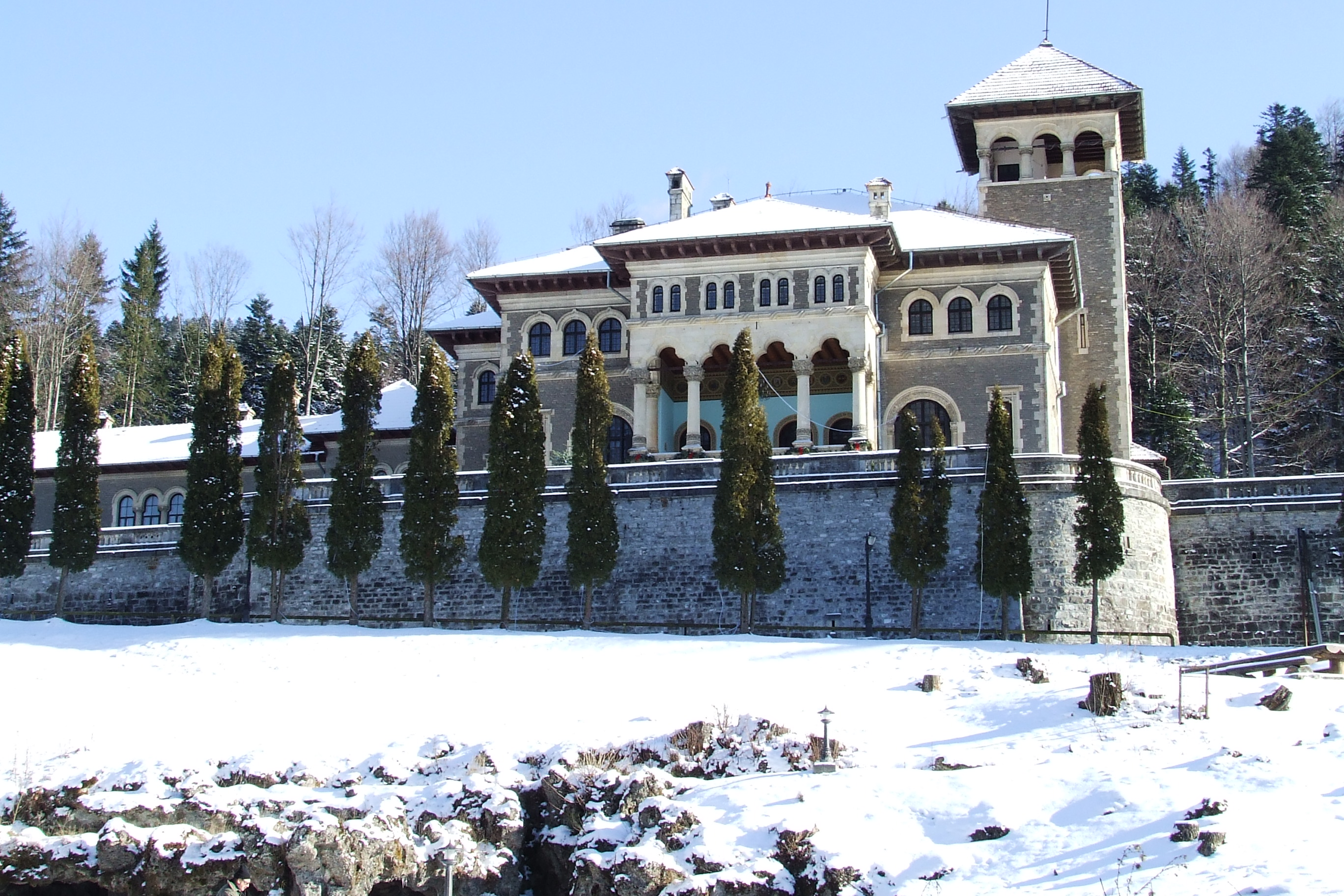
Castelul Cantacuzino din Bușteni

### Primii Cantacuzini
Primul posibil membru al familiei este atestat istoric în opera Alexiada a Anei Comnena în contextul unei vizite cu scop militar în defileurile Munților Balcani în anul 1094 a împăratului bizantin Alexios I Komnenos. Aici, într-o noapte, este înștiințat de către un conducător al valahilor, numit Pudil, că armate cumane au trecut Dunărea cu scopul de a jefui teritoriile imperiului. Alexios I trimite un corp expediționar în frunte cu un Kantakouzenos care înfrânge pe invadatori și restabilește ordinea în zonă. Același ofițer este pomenit în lucrarea Anei Comnena de mai multe ori, întotdeauna în termeni laudativi. Ultima menționare a acestui Kantakouzenos este din anul 1107 cu prilejul luptelor cu latinii cruciați în frunte cu Boemund de Taranto.
După acest capitol mențiunile despre membrii familiei lipsesc timp de aproape o jumătate de veac, când apare un Ioan Cantacuzino, general în slujba împăratului Manuel I Comnen, căsătorit cu Maria, sora Eudoxiei țiitoarea lui Andronic I Comnen, vărul primar al lui Manuel I, dar și nepoate ale acestuia. După căderea în disgrație și încarcerarea lui Andronic, generalul Cantacuzino cade și el în disgrație, dar neputândui-se imputa nimic nu este încarcerat, în schimb mânia imperială cade pe fiul său, Manuel, care este băgat în temniță și orbit pentru "conduită neprotocolară". Cu toate acestea, fidel jurământului de militar, generalul Ioan Cantacuzino își dă viața pentru apărarea împăratului în marea luptă de la Myriokephalon din septembrie 1176. Unii istorici presupun, fără vreo argumentație, că acest Ioan Cantacuzino ar fi nepot al precedentului ofițer al lui Alexios I. Deocamdată este greu de stabilit dacă cele două personaje au vreo legătură sau este pur și simplu o asemănare de nume.
Alți doi frați Cantacuzini, probabil fii sau nepoți de frate ai generalului ucis la Myriokephalon, apar în timpul sângeroasei domnii a lui Andronic I. Unul, Ioan, căsătorit cu Irina, sora viitorului împărat Isaac al II-lea Angelos, este arestat și orbit în timpul persecuțiilor asupra familiilor nobiliare din vara lui 1183 pentru că îl salutase pe cumnatul său Constantin Anghelos în timp ce era dus spre temniță. Celălalt, Theodor Cantacuzino, reușind să scape de valul de arestări și execuții ordonate de împărat, fuge împreună cu Isaac Anghelos și organizează rezistența în orașul Niceea. Aici, asediați timp de aproape o jumătate de an de armatele imperiale, în primăvara lui 1184, într-o încercare de asasinare a lui Andronic I, Theodor Cantacuzino este ucis de către gărzi.
După aceste evenimente membri ai familiei mai apar menționați sporadic cu diverse prilejuri, fără a putea face o conexiune familială între ei foarte clară. Printre aceștia poate fi menționat Ioan Cantacuzino, mare paharnic și guvernator de provincie (Charles du Fresne Histoire de l'Empire de Constantinople sous les Empereurs Français, partea a II-a, cartea V, § 1249), care încearcă fără succes să reia Insula Rhodos din mâinile genovezilor în primăvara lui 1249. Din căsătoria acestuia cu Irina, sora lui Mihail Paleologul au rezultat cinci fete măritate cu cele mai importante personaje din Balcani ale epocii și trei fii, doi dintre ei încarcerați și orbiți de unchiul lor în timpul persecuțiilor asupra celor ce se împotriveau deciziilor Consiliului de la Lyon din 6 iulie 1274 de unire a celor două Biserici, Ortodoxă și Catolică.

### Împăratul Ioan al VI-lea Cantacuzino și urmașii lui
Ioan al VI-lea Cantacuzino (n. 1295, † 1383) era fiul lui Mihail (n. 1260, † 1295) guvernator al Mistrei și al Teodorei Palaiologhina (n. 1275, † 1342).
S-a căsătorit cu Irina Asenina Palaiologhina a Bulgariei (n. 1300, † 1379), fiica lui Andronic Asan, și nepoata țarului bulgar Ioan Asan al III-lea.
A avut următorii descendenți:
1. Elena Cantacuzino Asenina († 1391), căsătorită cu împăratul bizantin Ioan al V-lea Paleologul
2. Theodora
3. Maria
4. Andronic
5. Manuel, Despot de Moreea (1354-1380)
6. Matei, co-împărat bizantin, Despot de Mistra (1357-cca. 1380) și Despot de Morea (1380–1383) ∞ Irene Palaiologhina, fata despotului Dimitrie Paleologul.
  1. Dimitrie I, Despot de Moreea în 1383 [5]
  2. Ioan Despot în Peloponez din 1361
  3. Theodora
  4. Maria ∞ ca. 1365 Ioan Lascaris Kalopheros
  5. Elena Asena (n. 1347, † 1391) ∞ Don Luis Fadrik de Aragon, Conte de Malta și Lord de Salona[3].

Poate cel mai important dintre reprezentanții familiei în această perioadă este Ioan al VI-lea Cantacuzino, împărat bizantin, fiu al unui Cantacuzin (probabil Mihail), guvernator al Mistrei și Peloponezului prieten și sprijinitor al împăratului bizantin Andronic al III-lea Paleologu. Timp de 34 de ani a slujit Imperiul ajungând vice-împărat și cel mai important personaj al lumii bizantine al sfârșitului de secol al XV-lea. Toți copiii acestuia au ajuns pe tronurile mai multor formațiuni statale din zonă inclusiv pe tronul sârbesc; Elena s-a măritat cu tânărul vice-împărat bizantin Ioan al V-lea Paleologul iar Manuel a ajuns despot al Moreei.
Viața de excepție a acestui personaj apărut ca o salvare a Imperiului în acea perioadă de mari frământări interne și continue agresiuni din partea inamicilor externi. Însăși gesturile sale de a păzi ca pe ochii din cap viața unicului moștenitor al lui Andronic al III-lea, și singura piedică în calea suirii pe tron a dinastiei Cantacuzinilor prin abdicarea sa atunci când a văzut că războiul intern iscat de asocierea la domnie a fiului său Matei tindea să devină fatal statului, arată caracterul lui Ioan Cantacuzino ce a ținut piept vremurilor.
Ultimii ani de viață și i-a petrecut în mănăstire, iar în 1379, la ordinul împăratului Andronic al IV-lea Paleologul este închis la Galata împreună cu cele trei din fiicele sale: Maria, Theodora și Elena. Sunt eliberați 3 ani mai târziu, după care se retrag în Cetatea de la Mistra a lui Matei Cantacuzino. La 15 iulie 1383, la aproape 90 de ani, Ioan Cantacuzino se stinge din viață în capitala Moreei, vegheat de familia sa.
Dintre fiii lui, cel mai important este Manuel, numit în 1349 de către tatăl său despot al Moreei, ca urmare a glorioasei defensive a Constantinopolului pe care o condusese cu un an în urmă. Alegerea s-a dovedit a fi una înțeleaptă, căci domnia sa asupra acestui mic principat bizantin din sudul Greciei a marcat una dintre cele mai înfloritoare epoci ale Peloponezului. Găsind regiunea într-o groaznică anarhie, Manuel Cantacuzino reușește în scurt timp să instaureze pacea și ordinea. În ciuda conflictelor dure diplomatice și militare cu cumnatul său, împăratul Ioan al V-lea, despotatul Moreei devine cel mai înfloritor stat al regiunii. După moartea fără urmași a lui Manuel în 1380 pe tron îi succede fratele său, fostul co-împărat Matei Cantacuzino, care continuă politica acestuia înțeleaptă și apoi, pentru scurt timp în 1483, fiul acestuia Demetrios, care îi cedează apoi tronul lui Theodor Paleologul, al treilea fiu al lui Ioan al V-lea.
Destinul tragic al Imperiului Bizantin este împărtășit și de familia Cantacuzino: un membru al acesteia, neidentificat, moare chiar pe 29 mai 1453 (Căderea Constantinopolului) alături de împăratul său Constantin al XI-lea Paleologul, Demetrios, fostul despot al Moreei, este capturat de turci, alături de bravul Filippo Contarini, pe zidurile Constantinopolului, Andronie Cantacuzino, marele Domestikos este decapitat imediat după încheierea asediului, iar fiul său și unul din fii lui Demetrios sunt executați pe 1 iunie.
Familia Cantacuzino se înrudește cu multe din casele regale europene. Foarte elocvent din acest punct de vedere este arborele ascendenților lui Dimitrie I. Cantacuzino, Despot de Moreea.
Câțiva urmași de-ai lui Matei Cantacuzino s-au stabilit în Principatele Române și în Rusia, unde au pus bazele unor familii cu un rol foarte important în istoria acestor țări. Istoricii nu sunt de comun acord cu filiația acestora. Un singur lucru este sigur, Mihail Cantacuzino (Șaitanoglu) (1515-1578), întemeietorul familiei Cantacuzino românești, se trage direct din Matei Cantacuzino, co-împăratul bizantin.

## 1453 - 1601 Imperiul Otoman
În ziua de 29 mai 1453 una din puținele corăbii care au reușit să fugă din Constantinopol era cea condusă de amiralul Zorzi Doria. Printre pasagerii vasului genovez se numărau un „[...]Ioan și Dimitrie Cantacuzino și ai lor[...]” (lista nobililor care au fugit pe corăbii după căderea Constantinopolului). Probabil aceștia sunt strămoșii Cantacuzinilor menționați sporadic mai târziu în insulele arhipelagului grecesc.
Căderea Constantinopolului a adus anarhia în sânul statelor creștine din Peninsula Balcanică și din Anatolia. O parte a formațiunilor statale grecești au continuat lupta, altele au recunoscut suveranitatea otomanilor. În Albania, pe fondul luptei armate a lui Skanderbeg se produce o răscoală a populației albaneze din Peloponez condusă de Manuel Cantacuzino unul din fiii lui George și nepot de fiu al lui Dimitrie, despotul Moreei. Aceștia preiau o parte din despotatul Moreei de la frații Paleolog care domneau atunci, însă intervenția trupelor lui Turakhan, guvernatorul Thessaliei, în octombrie 1454 restabilește ordinea.

## Cantacuzinii în Țara Românească
- Șerban Cantacuzino (n. 1640 – d. 1688), domn al Țării Românești (1678–1688)
- Gheorghe Cantacuzino sau Iordache Cantacuzino (1673-1739), fiul domnului Șerban Cantacuzino
- Ștefan Cantacuzino, domn al Țării Românești (1714–1716)
- Mihai Cantacuzino,  mare spătar al Țării Românești (1640–1716)
- Matei Cantacuzino, mare agă al Țării Românești
- Toma Cantacuzino, spătar român și general în armata țaristă, fiul lui Matei Cantacuzino

## Ramura moldoveană
- Dumitrașcu Cantacuzino, domn al Moldovei
- Casandra Cantacuzino, (1676-1713), fiica lui Șerban Cantacuzino, soția lui Dimitrie Cantemir

## Ramura rusească
După Campania de la Prut, o parte din membrii familiei (atât din Moldova, cât și din Țara Românească) s-au stabilit în Imperiul Rus. Cei mai importanți reprezentanți a ramurii rusești sunt: 
- Rodion Cantacuzino, colonel din Țara Românească, ulterior din Rusia
- Grigore M. Cantacuzino, comandant rus din perioada războaielor napoleoniene
- Vladimir Cantacuzino, general rus, erou al Primului Război Mondial

## Membri notabili
- Cantacuzino, Alexandrina, soția lui Grigore Gheorghe Cantacuzino, activistă politic, feministă.
- Cantacuzino, Casandra, fiica lui Șerban Cantacuzino, soția lui Dimitrie Cantemir și mama lui Antioh Dimitrievici Cantemir.
- Cantacuzino, Constantin (poreclit Bâzu), aviator, prietenul pilotului francez Antoine de Saint-Exupéry.
- Cantacuzino, Constantin, postelnic al Țării Românești, tatăl voievodului Șerban Cantacuzino și bunic al domnului Ștefan Cantacuzino.
- Cantacuzino, Constantin, stolnic și mare postelnic, tată al domnului Ștefan Cantacuzino.
- Cantacuzino, Dumitrașcu (sau Dimitrie), domn în Moldova de două ori (1673–1674 și 1675–1684), fiul lui Matei Cantacuzino (vistiernic).
- Cantacuzino, Gheorghe Gr. (n. 1832 – d. 1913), prim-ministru al României în perioada 1899–1900 și, respectiv, în perioada 1904–1907.
- Cantacuzino, Iane, unchiul de mamă a lui Mihai Viteazul, fratele Teodorei Cantacuzino.
- Cantacuzino, Ioan (n. 1863 – d. 1934), academician, medic, microbiolog, profesor universitar român, fondator al școlii românești de imunologie și patologie experimentală.
- Cantacuzino, Ion Filotti, (n. 1908 – d. 1975), scriitor, producător, scenarist, critic și istoric de film, unul dintre cei mai activi conferențiari la microfonul "Universității Radio", fiul actriței Maria Filotti.
- Cantacuzino, Matei, vistiernic, tatăl lui Dumitrașcu Cantacuzino.
- Cantacuzino, Maruca, (n. 1878 – d. 1969), soția prințului Mihail G. Cantacuzino, mai apoi (după moartea acestuia) soția lui George Enescu, mama aviatorului Constantin Cantacuzino, poreclit Bâzu.
- Cantacuzino, Mihai (Șaitanoglu) (n. 1515 – d. 1578), cămăraș și chiurcibașa împărătesc.
- Cantacuzino, Mihail G. (n. 1867 – d. 1928), tatăl aviatorului Constantin Cantacuzino.
- Cantacuzino, Mihai (n. 1640 – d. 1716), spătar și mare stolnic.
- Cantacuzino, Pârvu, arhitect și pictor de biserici, vărul primar al domnului Constantin Brâncoveanu.
- Cantacuzino, Scarlat (n. 1874 - d. 1949), diplomat si ministru plenipotentiar, scriitor in l. franceza - Charles-Adolphe Cantacuzene, nepot al caimacamului Constantin Cantacuzino [9]
- Cantacuzino, Stanca, sora domnului Șerban Cantacuzino, mama lui Constantin Brâncoveanu.
- Cantacuzino, Șerban (n. 1640 – d. 1688), domn al Țării Românești între 1678 și 1688.
- Cantacuzino, Ștefan (n. sex. XVII – d. 1716), domn al Țării Românești între 1714 – d. 1716, fiul al stolnicului Constantin Cantacuzino.
- Cantacuzino, Teodora, mama lui Mihai Viteazul, sora lui Iane Cantacuzino.
- Cantacuzino-Grănicerul, Gheorghe (n. 1869 – d. Paris, d. 1937), militar de carieră, deputat, scriitor, fiu al lui I. G. Cantacuzino.